# Stillingia peruviana
Stillingia peruviana är en törelväxtart som beskrevs av David James Rogers. Stillingia peruviana ingår i släktet Stillingia och familjen törelväxter. Inga underarter finns listade i Catalogue of Life.